# Pselliophora galeata
Pselliophora galeata är en tvåvingeart som beskrevs av Alexander 1921. Pselliophora galeata ingår i släktet Pselliophora och familjen storharkrankar. Inga underarter finns listade i Catalogue of Life.